# Torre Gauss

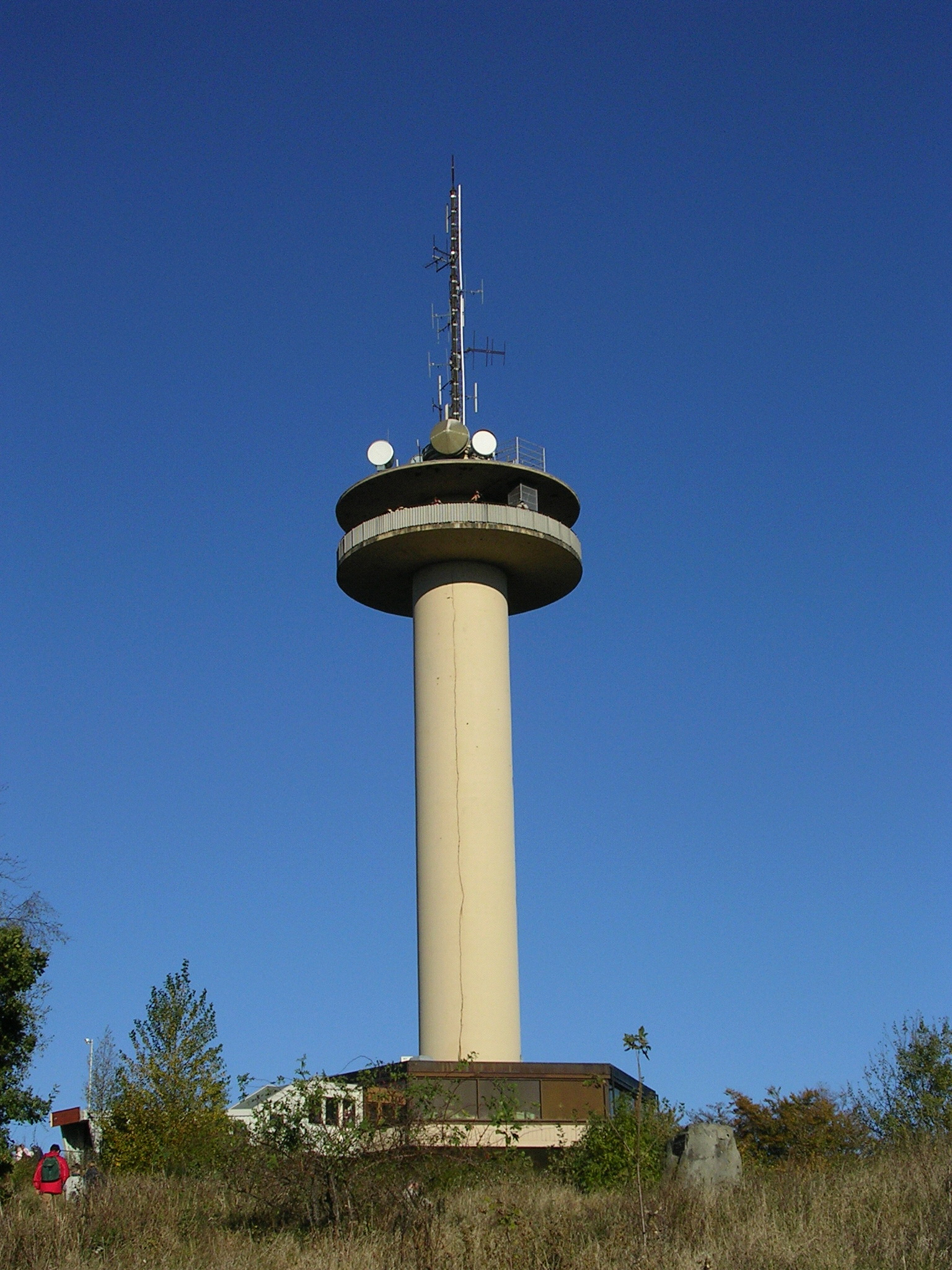
Torre Gauss

La Torre Gauss è una torre d'osservazione in cemento armato che si trova sulla sommità delle High Hagens, a Dransfeld, Germania. La torre può essere raggiunta direttamente in macchina. All'interno della torre si trova un ristorante con vista panoramica.
La torre è stata chiamata così in nome di Carl Friedrich Gauss, che realizzò il più grande triangolo dall'inizio delle Hohen Hagen fino a Inselsberg, una base della sua rilevazione dell'Hannover.
Dal 1909 al 1963, c'era già stata lì vicino una torre Gauss. Crollò negli anni '50, quando una cava di pietra venne allargata troppo.

## Dati
- Periodo di costruzione: 11 mesi
- Completamento: Settembre 1964
- Altezza della torre: 51 m
- Fondamenta: 6 m di profondità, con un diametro di 13 m
- Diametro del fusto della torre: 5 m
  - Prima piattaforma: 18 m
  - Piattaforma più alta: 13 m
- Capacità dell'ascensore: Massimo 8 persone
- Tempo di viaggio: 55 secondi
- Scala di emergenza: 225 scalini